# 뵈켈베르크 슈타디온
뵈켈베르크 슈타디온(독일어: Bökelbergstadion)은 독일의 묀헨글라트바흐에 위치했던 축구 경기장이다. 푸스발-분데스리가 2003-04가 종료될 때까지 보루시아 묀헨글라트바흐의 홈 구장이었다.